# Nockebybanan
Nockebybanan est une ligne de tramway, qui relie Nockeby et Alvik à Stockholm en Suède.

## Infrastructure
Nockebybanan est une ligne de tramway d'environ 5,6 kilomètres de long située dans la cité-jardin du vieux Bromma, entre Alvik et Nockeby.
La ligne de tramway exploitée par Storstockholms Lokaltrafik porte le numéro 12 et son nom le plus courant localement est donc douze.
Le nombre de voyageurs par jour de semaine était de 11 700 en 2019.
À Alvik, il existe une liaison avec le métro de Stockholm et la Tvärbanan.